# بنجامين فوجت
بنجامين فوجت (بالإنجليزية: Benjamin Vogt)‏ هو شاعر أمريكي، ولد في 1976.